# لا يا ابنتي العزيزة (مسلسل)
لا يا ابنتي العزيزة مسلسل تلفزيوني مصري.

## القصة
يحكي المسلسل قصة أب وأم أنجبوا ثلاث بنات. الأب يعمل موظف بسيط والأم ربة منزل. يشاء القدر أن يتهم الأب (عبد المنعم مدبولي) بجريمة قتل هو برئ منها ويحكم علية بالمؤبد. تطلب منه زوجته (هدى سلطان) الانفصال عنه وتأخذ بناته وتتزوج من شخص آخر (أنور إسماعيل) الذي يربي بنات الزوجة وتكبر البنات معتقدين أن أبوهم توفي في حادث. يخرج الزوج من السجن ويبدأ رحلة البحث عن زوجته وبناته ليبرئ نفسه أمامهم ويعتمد على إحساس الأبوة لديه في إيجادهم.

## الممثلون
- عبد المنعم مدبولي
- هدى سلطان
- أنور إسماعيل
- نادية الكيلانى
- مي عبد النبي
- عماد رشاد
- أحمد الشناوى
- محمد ولاء الدين
- جمال شبل
- عزت المشد
- مصطفى الكواوي
- السيد بدير
- هالة صدقي
- ناجي سعد

## فريق العمل
إخراج: نور الدمرداش (مخرج) - محمد الجدي (مخرج مساعد)، تأليف: يوسف فرنسيس (قصة وسيناريو وحوار)، تم تصويره في العام 1979م، في استوديوهات قنوات عجمان / القناة الرابعة في منطقة النعيمية التابعة لمدينة عجمان الواقعة في دولة الإمارات العربية المتحدة.
- مونتاج: علي دكروري.
- مونتاج إلكتروني: عادل قطب، مخرج مساعد
- موسيقى: عمار الشريعى، الألحان
- إنتاج: ستوديوهات عجمان الخاصة،
- منتج: أسعد عبد السلام، منتج منفذ
- محمد الأمين: منتج منفذ
- مصطفى الكواوي: مدير الإنتاج
- صلاح خليفة: مساعد منتج